# Comuna de Koszyce
Koszyce (polaco: Gmina Koszyce) é uma gminy (comuna) na Polónia, na voivodia de Pequena Polónia e no condado de Proszowicki. A sede do condado é a cidade de Koszyce.
De acordo com os censos de 2004, a comuna tem 5697 habitantes, com uma densidade 86,4 hab/km².

## Área
Estende-se por uma área de 65,96 km², incluindo:
- área agricola: 88%
- área florestal: 2%

## Demografia
Dados de 30 de Junho 2004:
|                      | Total   | Total | Mulheres | Mulheres | Homens  | Homens |
| -------------------- | ------- | ----- | -------- | -------- | ------- | ------ |
|                      | pessoas | %     | pessoas  | %        | pessoas | %      |
| População            | 5697    | 100   | 2929     | 51,4     | 2768    | 48,6   |
| Densidade (pop./km²) | 86,4    | 100   | 44,4     | 44,4     | 42      | 42     |

De acordo com dados de 2002, o rendimento médio per capita ascendia a 1841,74 zł.

## Subdivisões
- Biskupice, Dolany, Filipowice, Jaksice, Jankowice, Koszyce, Książnice Małe, Książnice Wielkie, Łapszów, Malkowice, Modrzany, Morsko, Piotrowice, Przemyków, Rachwałowice, Siedliska, Sokołowice, Witów, Włostowice, Zagaje.

## Comunas vizinhas
- Bejsce, Drwinia, Kazimierza Wielka, Nowe Brzesko, Opatowiec, Proszowice, Szczurowa, Wietrzychowice